# Battaglia di San Juan (1598)
La battaglia San Juan (1598) (detta anche seconda battaglia di San Juan) fu un'azione militare e navale che si tenne il 15 giugno 1598 tra una forza inglese di 20 navi e 1700 uomini al comando di Sir George Clifford, conte di Cumberland e la fortezza spagnola del Castillo San Felipe del Morro che i primi riuscirono a conquistare con l'annessa città di San Juan, Porto Rico. Gli inglesi furono in grado di mantenere il castello per 65 giorni ma la malattia ebbe il sopravvento e pertanto le restanti forze si prepararono a partire, non prima di aver saccheggiato e messo a ferro e fuoco San Juan.

## Antefatto
Sir Francis Drake era stato sconfitto nel 1595 e la notizia allarmò la regina Elisabetta I d'Inghilterra che vedeva minacciato il suo principale corsaro. La regina inviò quasi subito una nuova spedizione guidata dal terzo conte di Cumberland, sir George Clifford, così da poter assediare San Juan e mantenere la città il più a lungo possibile.
Tre anni dopo l'attacco di Drake, il conte di Cumberland giunse al largo di Dominica con la sua ammiraglia Malice Scourge (600 tonnellate) capitanata da John Watts, oltre alla viceammiraglia Merchant Royal (400 tonnellate) di sir John Berkeley e la Ascension (400 tonnellate), la Alcedo e la Prosperous (300 tonnellate ciascuna), la Centurion di Henry Palmer, la Consent e la Sampson di Henry Clifford; il galeone da 250 tonnellate Constance di Hercules Fulham, la Guyana (210 tonnellate), la Margaret and John (200 tonnellate), la Royal Defence (190 tonnellate), la Affection of William Fleming (120 tonnellate) e la Anthony (80 tonnellate); le navi minori erano le fregate Pegasus e Discovery, la pinaccia Scout, la barca Ley ed altre due piccole barche senza nome. In totale la flotta inglese era composta da 20 navi e da 1700 uomini. Dopo essersi riforniti di acqua potabile per una settimana, il conte e la flotta giunsero alle Isole Vergini l'11 giugno e tennero qui un summit prima di fare rotta verso San Juan.

## La battaglia
La mattina del 16 giugno, il conte di Cumberland sbarcò 700 uomini alla baia di Cangrejos, a quasi 20 km ad est di San Juan, marciando poi sino al calar della notte. Ad ogni modo ad un miglio dalla città lui ed i suoi uomini giunsero ad un ponte noto col nome di San Antonio, l'unico punto di accesso via terra all'isoletta di San Juan. Questo era sorvegliato da circa 100 soldati spagnoli. Questi, non appena avvistati gli inglesi, cercarono di respingerli e l'assalto inflisse loro quaranta morti, mentre lo stesso conte di Cumberland fu quasi sul punto di annegare cercando di attraversare il canale di San Antonio. Gli spagnoli subirono perdite per soli quattro uomini. La mattina successiva, gli inglesi utilizzarono le loro barche per aggirare la posizione degli spagnoli, sbarcando alla punta di Escambrón, bombardando nel contempo il forte di Boquerón (chiamato dagli inglesi il "forte rosso"). Il forte venne bombardato senza sosta e per sera gli assediati si erano ormai ritirati dalle loro posizioni difensive. Gli inglesi presero possesso dell'area e consolidarono la loro posizione per l'arrivo di altre forze; due vascelli spagnoli vennero catturati nell'operazione.
Il 18 giugno il conte di Cumberland con le sue forze avanzò verso San Juan incontrando ben poca resistenza; molti degli abitanti avevano già lasciato la città. Gli ufficiali di governo ed altri residenti si erano rifugiati al Castillo Del Morro dove si trovavano anche 250 soldati spagnoli. Poco dopo l'occupazione della città, l'artiglieria inglese iniziò a predisporsi per colpire la fortezza. De giorni dopo l'assedio venne iniziato con assidui bombardamenti via mare e via terra, mentre il conte di Cumberland aveva disposto il saccheggio dell'abitato. Sapendo che gli spagnoli si trovavano a corto di viveri, gli inglesi preferirono assediare lentamente il castello di El Morro piuttosto che distruggerlo, così da costringere il nemico alla resa. Dopo 15 giorni di assedio, gli spagnoli si trovarono a corto di viveri e munizioni e sotto costante bombardamento al punto che il governatore spagnolo Antonio de Mosquera chiese la resa il 30 giugno. Il conte di Cumberland rifiutò la richiesta e impose dei propri termini di resa agli spagnoli a cui de Mosquera venne costretto infine a cedere. Il governatore e i suoi commilitoni vennero rimpatriati a Cartagena diverse settimane dopo.

## Conseguenze
La vittoria era costata al conte di Cumberland quasi 60 uomini; ad ogni modo, queste morti erano state in gran parte dovute alla dissenteria che come colpì gli spagnoli, colpì anche gli inglesi, bloccandone 600-700 in tutto, mentre altri morirono per altre cause. Con quasi metà delle truppe bloccate sulle navi, Cumberland decise infine di lasciare l'isola. Prima di andarsene ordinò comunque il sacco di San Juan e la distruzione di tutte le aree coltivate. Le sue truppe rubarono persino l'organo e le campane dalla cattedrale locale oltre a 2000 schiavi. Il conte di Cumberland salpò alla volta dell'Inghilterra con le sue navi il 14 agosto ed il 23 settembre Berkeley gli fece seguito coi suoi uomini e 70 pezzi d'artiglieria presi dal forte. Clifford al suo ritorno in Inghilterra venne acclamato come un eroe anche se il suo bottino era stato minimo rispetto all'impresa militare portata a compimento per la Corona inglese.
Dopo l'attacco, gli spagnoli inviarono rifornimenti e armi per ricostruire la città e le sue difese. Dal 1601 al 1609, la ricostruzione del castello di El Morro vide realizzare delle strutture di difesa che oggi sono state ritrovate durante gli scavi archeologici sull'isola. Gli spagnoli a San Juan vennero poi attaccati dagli olandesi nel 1625, ma questa volta i primi erano più preparati e furono in grado di respingere gli assalitori.